# 日本ジュース・ターミナル
日本ジュース・ターミナル株式会社（にっぽんジュース・ターミナル、英: Nippon Juice Terminal Inc.）は、愛知県豊橋市に本社を置く企業。

## 概要
三河港神野埠頭にターミナルを持ち、ブラジルから専用の冷蔵タンカーで運ばれた濃縮オレンジジュースの貯蔵や、飲料メーカーの仕様にあわせたブレンドなどの業務を行う。1990年（平成2年）にブラジルの果汁会社2社により設立、ベルギーのシトロスコヨーロッパ社とオランダのコンチネンタルジュース社が株主となっている。ターミナルの操業開始は1993年（平成5年）5月で、タンカーからの受入設備、容量1000tの冷蔵貯蔵タンク20基、ブレンド設備、ドラム缶充填設備、ローリー充填設備などを有する。出荷は一部タンクローリーでも行われるが、多くはドラム缶が使われる。一部は、アジア諸国へも輸出されている。